# Argyrops

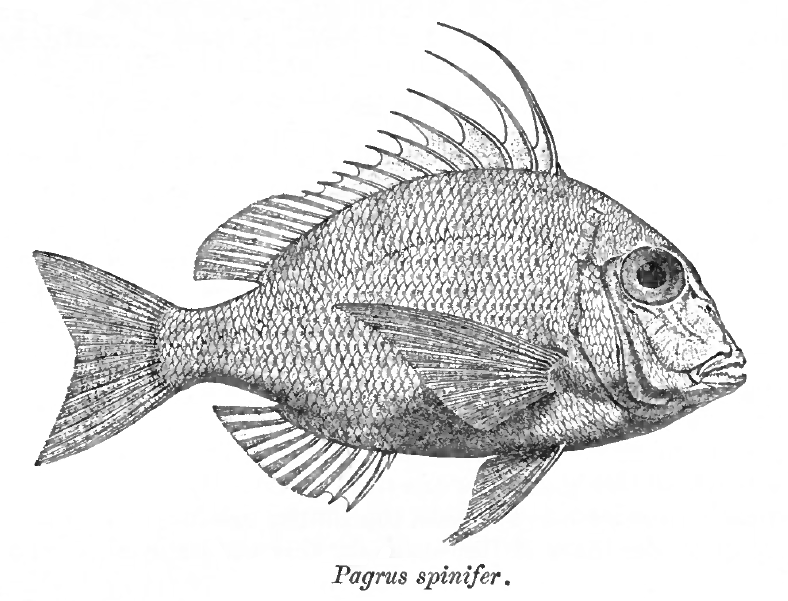
Representación de Argyrops Spinifer, una especie dentro del género.

Argyrops es un género de peces de la familia Sparidae en el orden de los Perciformes.

## Especies
En la siguiente lista menciona las especies reconocidas de este género:
- Argyrops bleekeri
- Argyrops caeruleops
- Argyrops filamentosus
- Argyrops flavops
- Argyrops megalommatus
- Argyrops notialis
- Argyrops spinifer